# Accipiter gularis
El gavilancito japonés o azor chico japonés (Accipiter gularis) es una especie de ave accipitriforme de la familia Accipitridae.
Se reproduce en China, Japón, Corea y Siberia; inverna en Indonesia y Filipinas, pasando por el resto del sudeste asiático. 
Se alimenta de aves más pequeñas capturadas en vuelo.